# Tajgamattvävare
Tajgamattvävare (Mughiphantes suffusus) är en spindelart som beskrevs 1901 av Embrik Strand. Arten ingår i släktet Mughiphantes och familjen täckvävarspindlar. Arten förekommer skogshabitat i Skandinavien och Ryssland och den lever av rov. Inga underarter finns listade i Catalogue of Life.